# نام جون
نام غون ( او باللغة الكورية : 남곤، 南 袞، ) عاش من 1471 - 10 مارس 1527) كان عالمًا كونفوشيوسيًا جديدًا ,سياسيًا وجنديًا من أسرة جوسون الكورية . كان لقبه هو جيجيلونغ (او باللغة الكورية 止 亭، 지정) .

## كتبه
- (지정 집، 止 亭 集) جيييونغييب
- (유자광 전، 柳子光 傳) يوياغوانغي
- (남악 창 수록، 南岳 唱酬 錄) ناماكشانجسوروك

## مواقع أخرى
- http://100.naver.com/100.nhn؟docid=35237
- http://terms.naver.com/entry.nhn؟docId=532759
- http://terms.naver.com/entry.nhn؟docId=689086

1. ↑  المُعرِّف متعدِد الأوجه لمصطلح الموضوع | Kon Nam، QID:Q3294867